# Susanna Edelhäuser
Susanna Edelhäuser (* 1634  in Friedberg; † 31. März 1665 in Friedberg) war ein Opfer der Hexenverfolgungen in Friedberg.

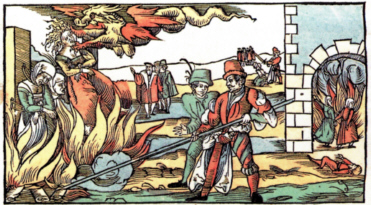
Verbrennung von drei Hexen in Derneburg, 1555, Flugblatt, 16. Jahrhundert

## Leben
Susanna Edelhäuser war das älteste von zehn Kindern des evangelischen Schlossermeisters Hans Edelhäuser und seiner Gattin Katharina, geb. Nuß. Sie wohnten am Mainzer Tor in Friedberg. Susanna wurde am 21. September 1634, etwa ein Jahr nach der Heirat ihrer Eltern, getauft. Eine spätere Heirat von Susanna ist nicht überliefert, allerdings hatte sie eine Tochter namens Catharina, die am 17. Dezember 1664 getauft wurde und schon als Kleinkind am 28. Oktober 1665 verstarb.

## Hexenprozess gegen Susanna Edelhäuser
Im Jahr 1664 wurde in Friedberg Barbara Camberger aus Anspach im Taunus der Hexerei beschuldigt. Sie war zweimal verheiratet gewesen. Ihren Lebensunterhalt verdiente die Witwe als Dienstbotin. In einem fünf Monate langen "peinlichen Inquisitionalprozess" bestritt Barbara Camberger am 5. Oktober 1663 zunächst alle Punkte der Anklage. Nach sieben Wochen Gefängnis begann am 26. Oktober ihr Leidenstag. Unter der Folter gestand sie den Vorwurf der Zauberei und benannte unter anderem Katharina Edelhäuser und deren Tochter Susanna als angebliche Bündnisgenossen des Teufels. Aufgrund ihrer Anschuldigungen wurden Katharina Edelhäuser ("Schlossers Kettergen") und Tochter Susanna inhaftiert. Katharina blieb zwei Jahre lang wegen "Zauberei" in Haft und wurde am 8. Januar 1666 schließlich freigesprochen. Die Gießener Juristen hatten in ihrem Fall nicht einmal zur Folter geraten.
Die Protokolle vom Prozess gegen ihre Tochter Susanna sind im Anfangsteil nicht komplett erhalten, sondern fangen erst mit der Folter an. Unter der Folter gab sie etliche "Mithexen" an, 16 Frauen und 15 Männer. Sie erwähnte keinen der zuvor Hingerichteten, auch nicht ihre zur selben Zeit inhaftierte Mutter.
Hauptanklagepunkt gegen sie war Unzucht und das uneheliche Kind. Darauf folgten die üblichen Fragen nach Teufelstaufe, Schadenzauber und Hexensabbat. Ihr Verteidiger zeigte keinen besonderen Einsatz. Sie wurde zum Tod durch das Schwert verurteilt, der Leichnam sollte verbrannt werden. Das Hinrichtungszeremoniell ist ausführlich beschrieben.
Am 31. März 1665 wurde sie als letzte Friedberger Frau in einem Hexenprozess hingerichtet.

## Gedenken
Stellvertretend für die zwölf Opfer der Friedberger Hexenverfolgung wurde Susanna Edelhäuser 1995 mit einer Straßenbenennung geehrt.